# 隆尚 (上马恩省)
隆尚（法語：Longchamp，法語發音：[lɔ̃ʃɑ̃] ⓘ）是法国上马恩省的一个市镇，属于肖蒙区。

## 地理
隆尚（48°7'41"N, 5°26'24"E）面积6.11 平方千米，位于法国大東部大區上马恩省，该省份为法国东北部内陆省份，北起马恩省和默兹省，西接奥布省，西南接科多尔省，东南接上索恩省，东临孚日省。
与隆尚接壤的市镇（或旧市镇、城区）包括：比克西埃莱克莱夫蒙、克莱夫蒙、屈沃、梅努沃、米利埃、托莱米利埃。

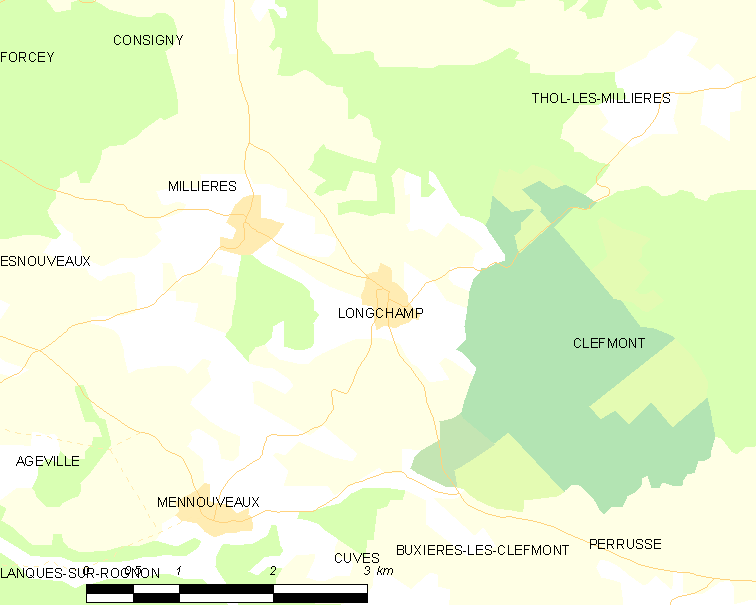
的OSM定位图

隆尚的时区为UTC+01:00、UTC+02:00（夏令时）。

## 行政
隆尚的邮政编码为52240，INSEE市镇编码为52291。

## 政治
隆尚所属的省级选区为普瓦松县。

## 人口

1962-2008年间人口变化图示

隆尚于2022年1月1日时的人口数量为59人。